# Scleranthus minusculus
Scleranthus minusculus är en nejlikväxtart som beskrevs av Ferdinand von Mueller. Scleranthus minusculus ingår i släktet knavlar, och familjen nejlikväxter. Inga underarter finns listade i Catalogue of Life.